# Фасадизм

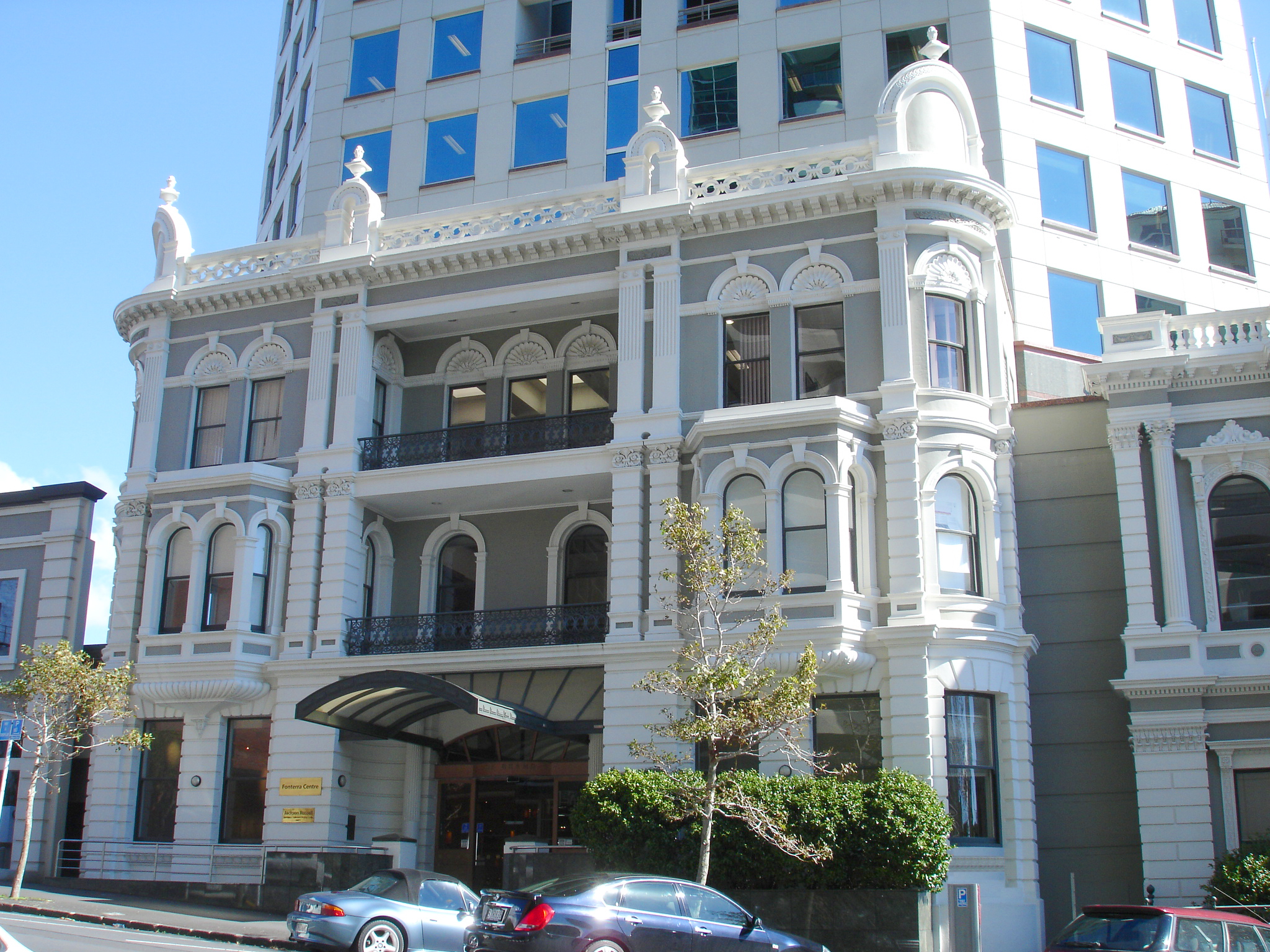
Старий фасад готелю в Новій Зеландії, поєднаний з новою будівлею

Фасади́зм — архітектурна та будівельна практика, коли фасад будівлі спроектований чи зведений окремо від іншої частини будівлі. Частіше термін означає практику, коли зберігається лише фасад старої будівлі, а поза ним зводиться нова.
Причини використання фасадизму можуть бути естетичними або історичними. Він може бути використаний, коли будівля стає аварійною та непридатною для використання, проте її фасад є цінним для збереження історично-архітектурного вигляду місцевості.

## Відмінності між фасадизмом, реставрацією, реконструкцією, реновацією та ревіталізацією

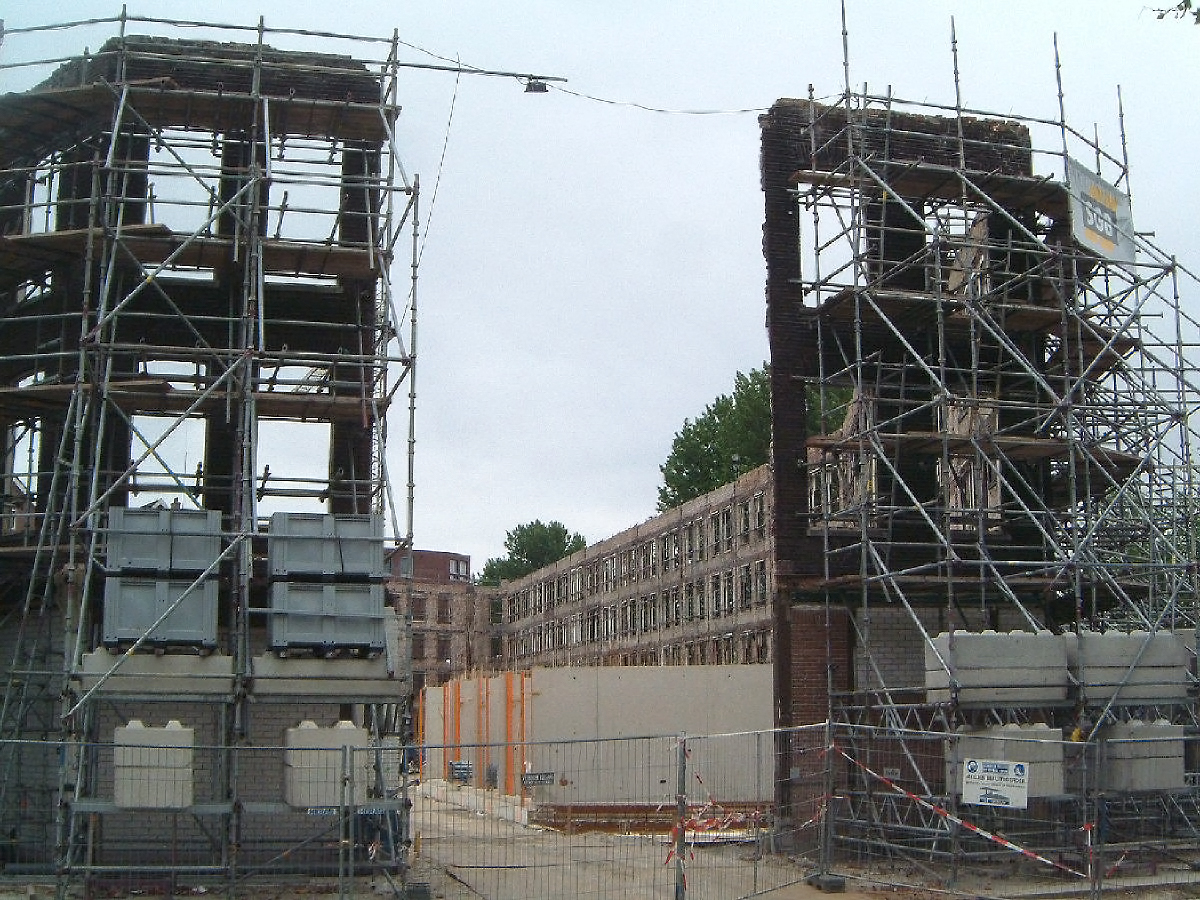
Збереження фасаду XIX сторіччя, Роттердам

Старий фасад будівлі може зберігатись у ході різних будівельних технік. Крім фасадизму, це можливо при реставрації, реконструкції, реновації чи ревіталізації.
При проведенні реставрації важливо максимальне збереження, а якщо це неможливо, то наукове відтворення всіх частин будівлі: фасаду, інтер'єру, матеріалів та будівельної технології. Отже, реставрація найбільш точно зберігає облік будівлі, її риси та характеристики. В деяких випадках в ході реставрації повністю відновлюють зниклу будівлю (як, наприклад, було відновлено в історичному вигляді багато храмів, знесених в часи СРСР). Цей метод найбільш коштовний та складний, бо вимагає використання роботи висококваліфікованих експертів, старих технологій та матеріалів.
При проведенні реконструкції будівля зазнає певних змін у порівнянні з первісним проектом. Реновація та ревіталізація є різновидами реконструкції. При реновації будівля не змінює своє функціональне призначення, але, крім капітального ремонту, отримує певні зміни у конструкцію. При цьому можуть бути додані прибудови, додаткові поверхи (або поверховість може бути зменшена). Прикладом масової реновації  є перебудова житлової радянської забудови в багатьох країнах, що входили у радянський блок до 1991 року. 
При ревіталізації змінюється функціональне призначення будівлі. Найчастіше це стосується перетворення покинутих заводів на житло чи торгово-офісні центри. Під ревіталізацією районів може матись на увазі і повне знесення старих будівель та забудова району новими.
Для фасадизму неважливо точне відновлення будівлі, як при реставрації. В ході реконструкції, реновації та ревіталізації, як правило, зберігаються всі зовнішні стіни будівлі, тоді як фасадизм відновлює тільки одну чи кілька фасадних стін (звичайно, це головний центральний фасад).

## Фасадизм в Україні
Після 1990-х років фасадизм став використовуватися у багатьох українських містах. Достатньо багато прикладів техніки можна знайти в Києві, Дніпрі та Полтаві.

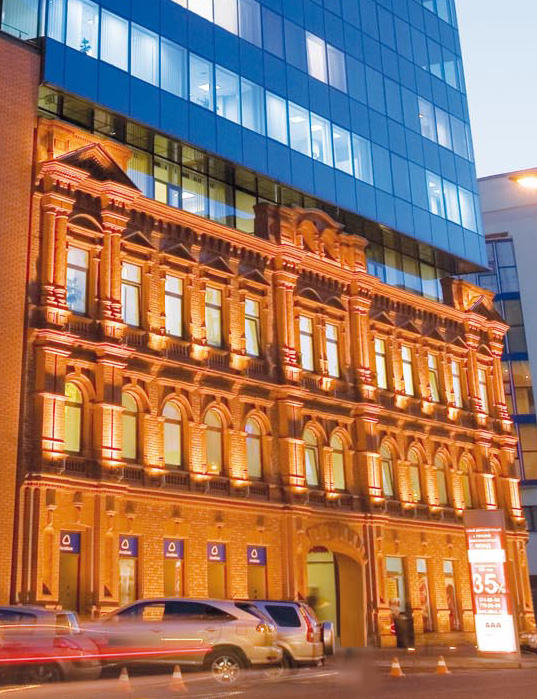
Бізнес-центр «Призма», Дніпро
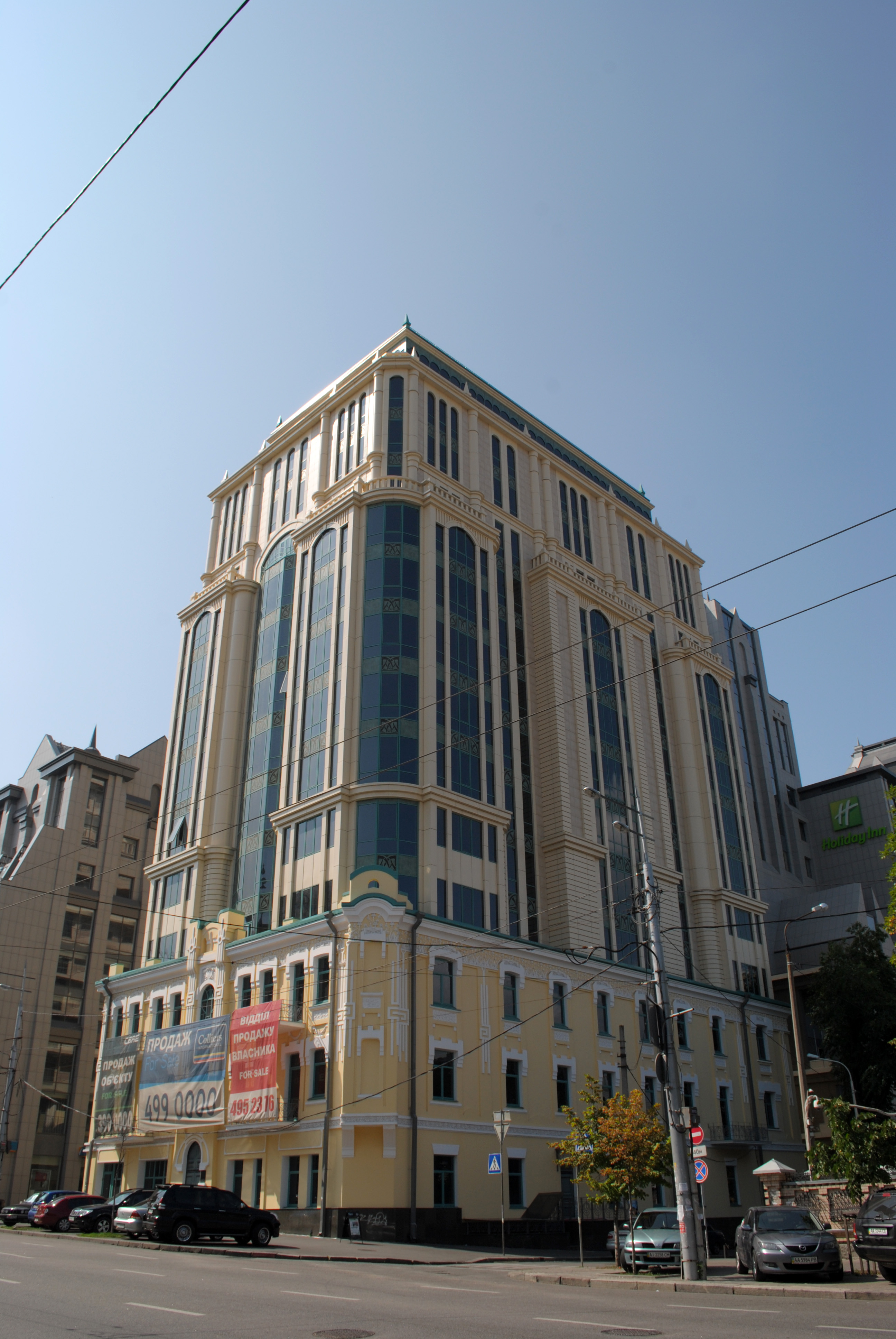
Київ, вул. Велика Васильківська, 98
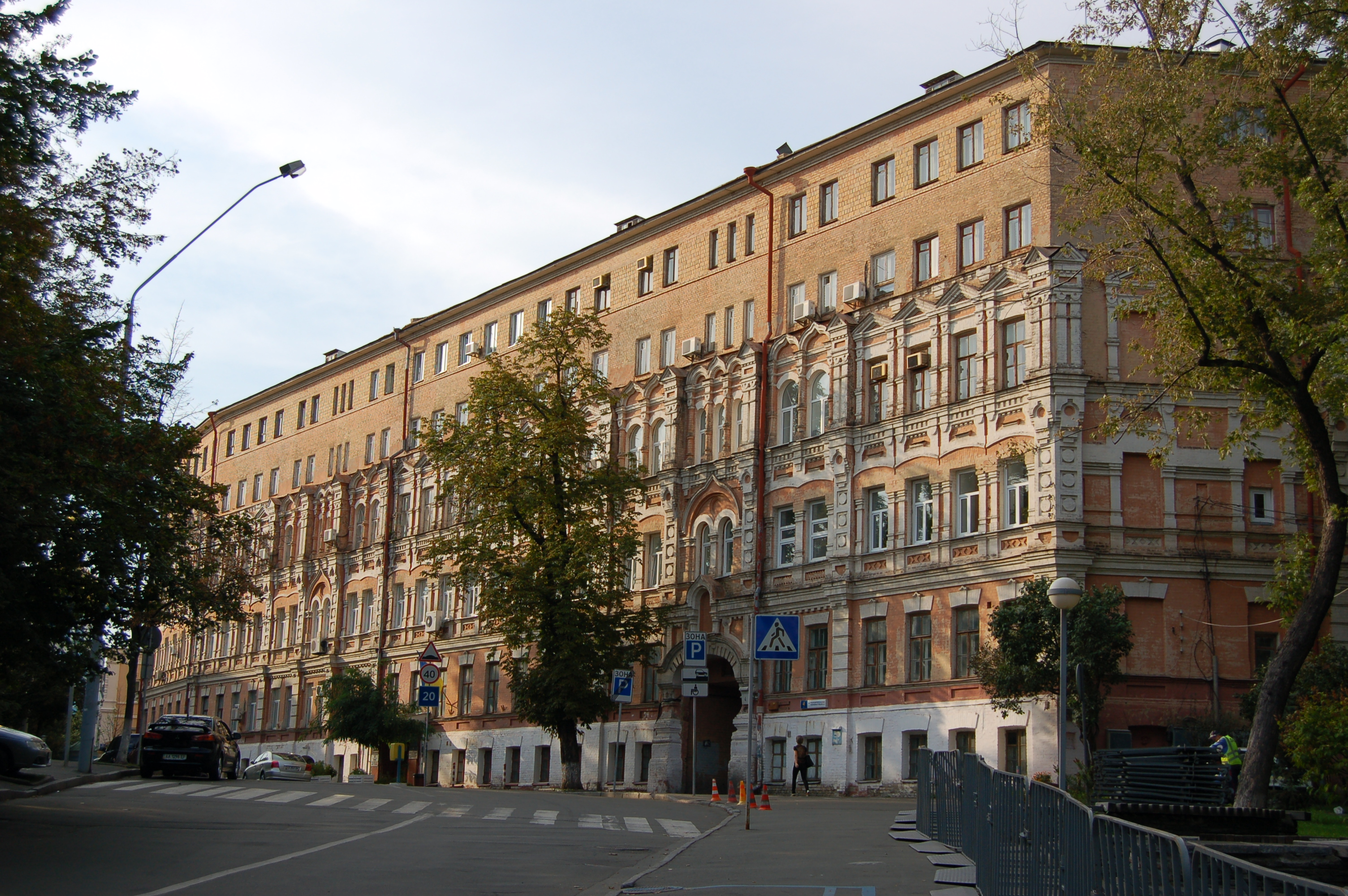
Приклад радянського фасадизму. Київ, вул. Трьохсвятительська, 4
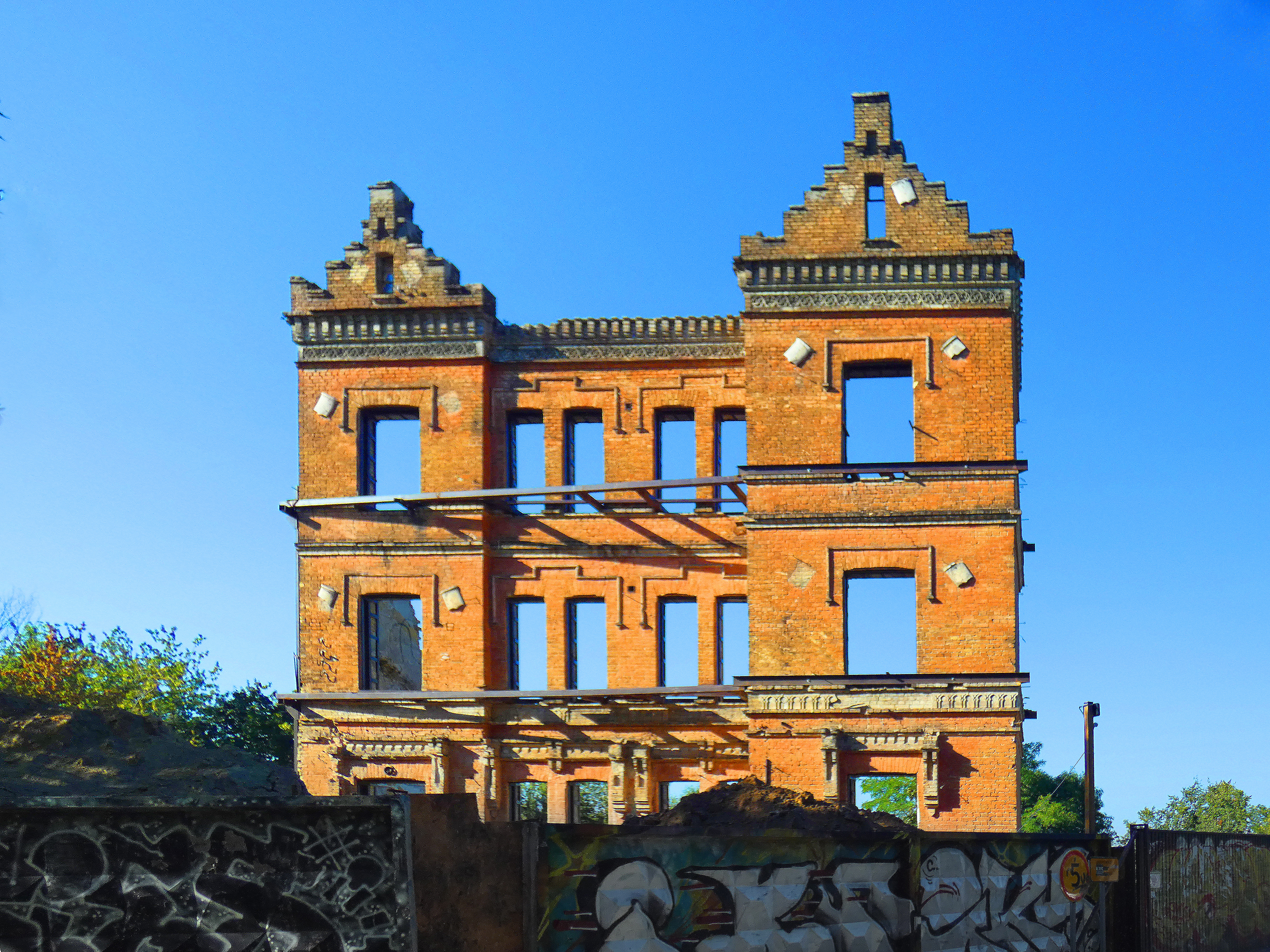
Реконструкція будинку на Великій Житомирській, Київ,
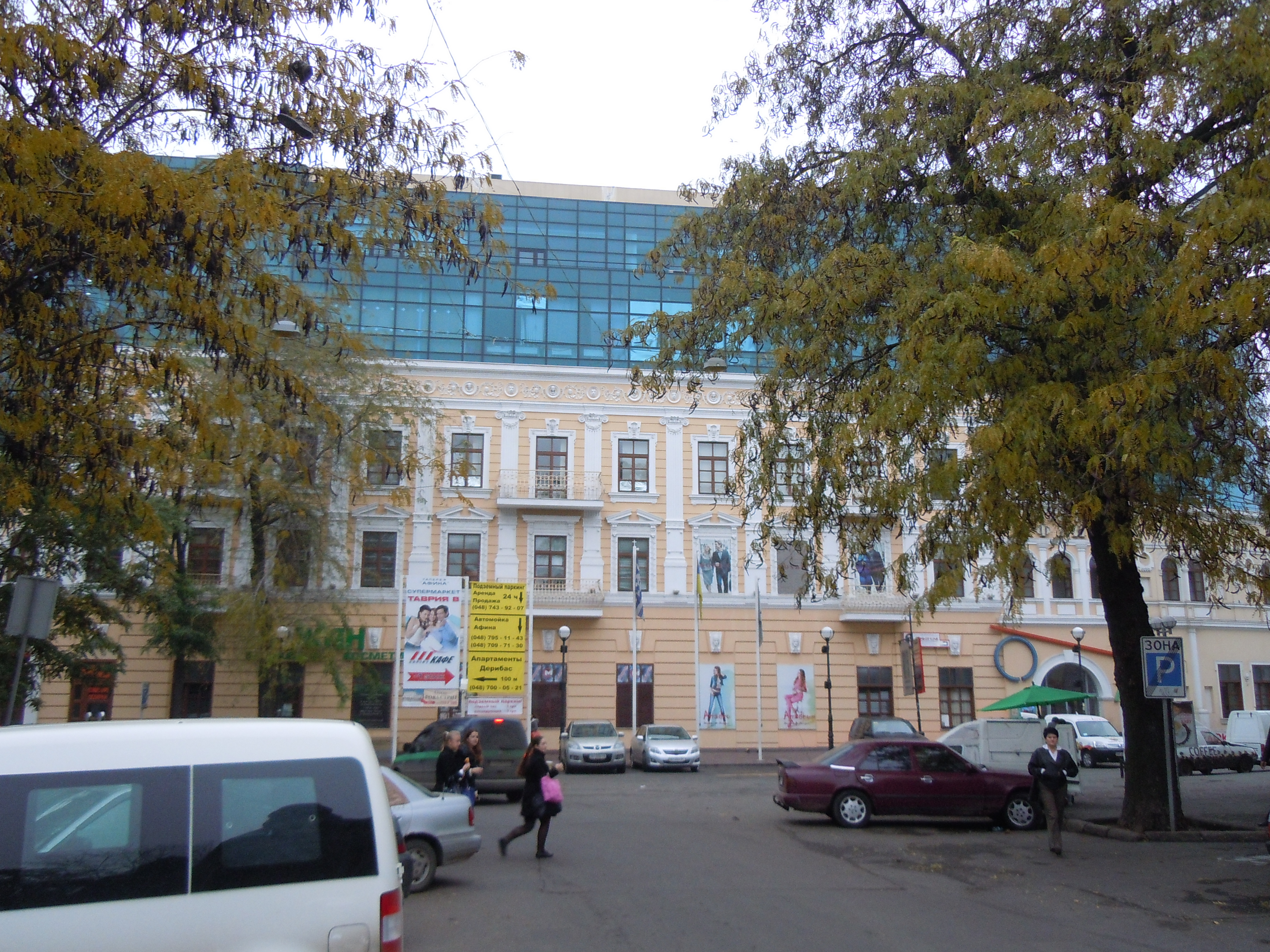
Будинок Маюрова, Одеса